# Regio-Tour
El Regio-Tour fue una carrera ciclista profesional por etapas que se disputaba en Francia, Suiza y Alemania, en las regiones fronterizas entre los tres países. El final de la carrera solía ser en la ciudad alemana de Vogtsburg. Se disputaba durante el mes de agosto, desde 1985 ininterrumpidamente. Desde 2002 el nombre de la prueba fue Rothaus Regio-Tour debido a la entrada de una célebre empresa cervecera como patrocinador.
La prueba se disputaba sobre cinco etapas, la penúltima de ellas contrarreloj. Grandes ciclistas han ganado esta prueba, como por ejemplo Jan Ullrich, Alexandre Vinokourov, Andreas Klöden o Mario Cipollini.
Solamente un ciclista fue capaz de imponerse en más de una ocasión: el francés Laurent Brochard.
Después de su desaparición en 2012, se convirtió en una prueba para corredores junior.

## Palmarés
| Año  | Ganador               | Segundo                | Tercero              |
| ---- | --------------------- | ---------------------- | -------------------- |
| 1985 | Uli Rottler           | Andreas Kappes         | Christian Henn       |
| 1986 | Flavio Vanzella       | Massimo Podenzana      | Pascal Lance         |
| 1987 | Mario Cipollini       | Laurent Eudeline       | Peter Gansler        |
| 1988 | Viacheslav Yekímov    | Michael Schenk         | Severin Kurmann      |
| 1989 | Falk Boden            | Kai Hundertmarck       | Rolf Aldag           |
| 1990 | Alexandr Shefer       | Jens Heppner           | Andrei Teteriouk     |
| 1991 | Alexander Kastenhuber | Erik Dekker            | Roland Baltisser     |
| 1992 | Dainis Ozols          | Thomas Fleischer       | Vladislav Bobrik     |
| 1993 | Pascal Hervé          | Erich Spuler           | Alexander Vinokourov |
| 1994 | Laurent Brochard      | Lars-Christian Johnsen | Christophe Mengin    |
| 1995 | Roberto Pistore       | Gianluca Pianegonda    | Uwe Peschel          |
| 1996 | Jan Ullrich           | Jens Heppner           | Piotr Ugrumov        |
| 1997 | Viatcheslav Djavanian | Patrick Jonker         | Roland Meier         |
| 1998 | Mirko Celestino       | Rodolfo Ongarato       | Emanuele Lupi        |
| 1999 | Grischa Niermann      | Michael Rich           | Nicola Loda          |
| 2000 | Filippo Simeoni       | Ivan Basso             | Andreas Klöden       |
| 2001 | Patrice Halgand       | Ruslan Ivanov          | Gilles Bouvard       |
| 2002 | Laurent Brochard      | Andreas Klöden         | Markus Zberg         |
| 2003 | Volodymyr Gustov      | Ronny Scholz           | Cristian Moreni      |
| 2004 | Alexandre Vinokourov  | Stephan Schreck        | Andrey Kashechkin    |
| 2005 | Nico Sijmens          | Torsten Hiekmann       | Maxime Monfort       |
| 2006 | Andreas Klöden        | Michael Rogers         | Danilo Hondo         |
| 2007 | Moisés Dueñas         | Mikhail Ignatiev       | Andrei Kunitski      |
| 2008 | Björn Schröder        | Markus Fothen          | Manuel Vázquez       |

## Palmarés por países
| País            | Victorias |
| --------------- | --------- |
| Alemania        | 7         |
| Italia          | 5         |
| Francia         | 4         |
| Unión Soviética | 2         |
| España          | 1         |
| Bélgica         | 1         |
| Kazajistán      | 1         |
| Ucrania         | 1         |
| Rusia           | 1         |
| Letonia         | 1         |